# 机械传动
利用构件和机构把运动和动力从机器的一部分传递到另一部分的中间环节称为机械传动。

## 机械传动的优缺点
机械传动与其他类型的传动相比主要有如下优点:
(1).传动比准确,适用于定比传动
(2).实现回转运动的结构简单,能传递较大的扭矩
(3).故障容易发现,便于维修
缺点如下:
(1).一般情况下不够平稳
(2).制造精度不高时,震动和噪声较大
(3).实现无级变速的机构较复杂,成本高